# 世田谷区立玉川中学校
世田谷区立玉川中学校（せたがやくりつたまがわちゅうがっこう）は、東京都世田谷区中町にある公立中学校。略称は「玉中（たまちゅう）」。
敷地は世田谷区立中町小学校に隣接する。「世田谷9年教育」の一環として、玉川中学校・玉川小学校・中町小学校・区立中町幼稚園・区立中町保育園・グリーンフィールド上野毛保育園の6校園で「なかたまの学び舎」を構成しており、小中学校の義務教育9年間を通じた教育活動を実施している。
2017年頃に小規模な学生運動が発生した。校外デモ、ストライキなどが確認されている。同中学での学生運動に関しては、1970年頃に「暴力学生の影響を受けた男子たちがストライキを起こしたり」などと文集に記載されていることが確認されている。

## 所在地
- 東京都世田谷区中町四丁目21番1号[3][4]
  - 東急大井町線 - 上野毛駅[3]より徒歩15分。
  - 東急バス 「玉川電話局前」が最寄りの停留所である[3]。同停留所を経由していた園02は2018年3月31日限りで廃止されており[5]、その後は中町五丁目 - 田園調布駅が休日に１往復のみ通っている。

## 創立
- 1947年（昭和22年）4月[6]
  - 2017年に創立70周年を迎えた。

## 沿革
- 1947年（昭和22年）
  - 4月1日 - 設置認可。
  - 4月19日 - 會田清治が初代校長に着任。
  - 5月3日 - 玉川小学校に併設開校。九品仏中学校から転籍した女子生徒57名・教職員5名で開校。
- 1948年（昭和23年）
  - 4月22日 - この年度の新入生は無く、九品仏中学校（日吉学園に委託）から本校第2学年に女子43名が編入。
  - 11月4日 - 玉川中学校建設協賛会結成。
- 1949年（昭和24年）
  - 3月7日 - 独立校舎起工式挙行。記念として、建設協賛会から花崗岩の門柱が贈られる。
  - 4月14日 - PTA結成。初代会長に中山策雄着任。
  - 7月12日 - 現在地に校舎完成。
- 1956年（昭和31年）10月30日 - 創立10周年を記念して図書館設立を決定、PTAよりグランドピアノ1台が寄贈される。
- 1957年（昭和32年）
  - 5月1日 - 校歌制定（作詞:土岐善麿・作曲:芥川也寸志）。
  - 11月25日 - 創立10周年記念独立図書館落成。
- 1958年（昭和33年）3月18日 - 校旗制定。
- 1960年（昭和35年）
  - 3月1日 - 体育館落成。
  - 10月 - 中町小学校の運動場とするために、校庭北側682坪と体育館の西側の土地を交換する。
- 1961年（昭和36年）
  - 1月1日 - 東深沢中学校新設のため、本校から1学年と2学年生徒136名が転出する。
  - 3月16日 - 鉄筋化した校舎完成。
- 1962年（昭和37年）7月20日 - プール完成。
- 1966年（昭和41年）3月25日 - 校舎2期工事完成。
- 1967年（昭和42年）11月11日 - 学校園完成し、20周年記念植樹。
- 1969年（昭和44年）2月1日 - 番地変更により、住所が中町4丁目21-1となる。
- 1971年（昭和46年）5月6日 - センター方式による完全給食開始。
- 1974年（昭和49年）3月 - 校舎3期工事。
- 1977年（昭和52年）3月31日 - 校庭の防球ネット完成。
- 5月7日 - 創立30周年記念式典挙行し、記念植樹を行った。
- 1978年（昭和53年）9月30日 - スプリンクラー設置と校庭整地。
- 1980年（昭和55年）5月17日 - 新体育館落成式挙行。
- 1987年（昭和62年）11月24日 - 飛翔の像除幕式挙行。
- 1990年（平成2年）2月1日 - PC室完成。
- 1992年（平成4年）10月1日 - 仮設校舎着工。
- 1993年（平成5年）
  - 3月12日 - 仮設校舎完成。
  - 4月 - 新校舎工事着工（建築家内井昭蔵氏の設計による）。
- 1995年（平成7年）
  - 2月28日 - 新校舎竣工。
  - 9月25日 - 体育館改修完成。
  - 9月29日 - 新校舎落成記念のタイムカプセル埋蔵式挙行。
  - 9月30日 - 新校舎落成記念式典挙行。
- 1997年（平成9年）11月1日 - 創立50周年記念式典挙行。
- 2001年（平成13年）4月1日 - 同年度入学生より標準服・体育着をモデルチェンジする。
- 2002年（平成14年）4月 - 学校週5日制完全実施。スクールカウンセラーの配置。
- 2003年（平成15年）7月10日 - 各教室に空調設備を導入。
- 2019年（令和元年）7月 - 体育館に空調設備新設。
- 2020年（令和2年）
  - 3月2日 - この日から5月31日まで、新型コロナウイルス感染症拡大防止に伴い臨時休業期間とする。
  - 6月1日 - 臨時休業期間が明け、段階的な教育活動（分散登校）の再開。ただし、給食は再開せず。同日から6月3日まで、始業式を3日間の午前・午後、計6回に分けて実施した。
  - 6月7日 - 令和2年度入学式を挙行。なお、新型コロナウイルス感染症拡大防止のため、4学級を2回に分けた分散入学式を実施。
  - 6月20日 - 生徒会の「ベルマーク収集」活動により冷水機1１台を得て、2階に設置。
  - 6月22日 - 段階的な再開（分散登校）を終えて、「通常の教育活動」を開始する（給食と部活動の再開）。
  - 7月11日 - 新型コロナウィルスの影響により、3学年の修学旅行が中止となった。
  - 7月27日 - 遠隔教育の一部試行を開始。
  - 7月31日 - 1学期終業式挙行（夏季休業期間に「補充・発展教室」を実施する(8月3日～7日、24日～28日)）。
  - 9月1日 - 2学期始業式挙行（2学期より土曜授業日が月2回となる）。
  - 10月7日 - 保護者ボランティアによる「教室消毒作業」を週2回お願いをする。
  - 10月20日 - 新型コロナウイルスの影響により、5月30日開催予定だった運動会を開催。ただし、演技内容の工夫をしたうえで午前に無観客にて実施。
  - 11月30日 - 3年生にタブレットPCを配布。
  - 12月22日 - ZOOMによる3年保護者会の試行。
  - 12月25日 - 2学期終業式を動画にて行う。
- 2021年（令和3年）
  - 1月8日 - 3学期始業式を動画にて行う。また、日本政府による「緊急事態宣言」発出により、さらに世田谷区の方針も受けて、部活動は2月7日まで、平日の17時までとした。
  - 1月15日 -　保護者ボランティアによる「教室消毒作業」を週1回に変更。
  - 1月19日 - 1年生にタブレットPCを配布。
  - 1月20日 - 2年生にタブレットPCを配布。
  - 1月27日 - 普通教室に無線アクセスポイントの整備工事が終わる。
  - 2月26日 - 3月13日開催予定であった、学芸発表会「合唱コンクールの部」を中止と決定。
  - 3月19日 - 第73回卒業式を挙行したが、新型コロナウイルス感染症拡大防止のため、卒業生と卒業生保護者のみで行った。
  - 3月25日 - 令和2年度になってから、初めて2つの学年を集めての修了式を行った。
  - 4月6日 - 2つの学年を集めての始業式を行った。
  - 4月7日 - 令和3年度入学式を挙行したが、新型コロナウイルス感染症拡大防止のため、新入生と新入生保護者のみで行った。
  - 4月23日 - 「離任式」を行ったが、離任者の動画にて代替して行った。
  - 6月12日 - 各家庭2名までに限定した観客（保護者）を入れ、運動会を実施。
  - 9月1日 - 2学期始業式を行ったが、9月3日から10日までの期間、分散登校・オンライン学習となった
  - 9月24日 - 10月1日から通常登校による授業を基本に実施することを伝える。
  - 10月29日 - テニスコート改修工事完了。
- 2022年（令和4年）
  - 2月9日 - 世田谷区の方針により、2月14日から「まん延防止等重点措置」期間終了日まで、通常授業とオンライン学習の選択制を採る。
  - 3月2日 - 世田谷区立方針により、3月7日から通常授業を基本とする。
  - 3月11日 - 2年ぶりに学芸発表会「合唱発表会」を実施。
  - 3月18日 - 第74回卒業式を挙行したが、新型コロナウイルス感染症拡大防止のため、卒業生と卒業生保護者のみで行った（2年ぶりに卒業生合唱を行った）。
  - 3月30日 - wi-fi追加工事を行う。
  - 4月7日 - 令和4年度入学式を挙行したが、新型コロナウイルス感染症拡大防止のため、新入生と新入生保護者のみで行った。
  - 4月22日 - 対面型の離任式を3年ぶりに体育館で挙行。
  - 6月4日 - 各家庭1名までに限定した観客（保護者）を入れた運動会を実施。初めての試みとしてオンライン配信を実施。
  - 7月21日 - この日から8月25日まで、特別教室等の空調設備改修工事を行う。
  - 9月1日 - 感染拡大防止のため、ZOOMにて2学期始業式を行う。
  - 12月19日 - 給食時のパーテーションの使用を中止。
  - 12月23日 - 感染拡大防止のため、ZOOMにて2学期終業式を行う。
- 2023年（令和5年）
  - 1月10日 - 第8波の感染拡大防止のため、ZOOMにて3学期始業式を行う。
  - 2月24日 - 体育館スクリーンを改修。
  - 3月20日 -	第75回卒業式は、来賓・卒業生と卒業生保護者と2学年で行う（1学年生徒は教室にてZOOM視聴）。
  - 4月7日 - 令和5年入学式を挙行。4年ぶりに、通常の形で行った。
  - 4月 - wi-fi追加工事を行う。
  - 6月10日 - 4年ぶりに規制のない運動会を実施。
  - 8月1日 - この日から8月31日まで、屋上防水工事・普通教室等の空調設備改修工事を行う。
  - 8月28日 - 体育館にwi-fi追加工事を行う。
  - 10月18日 - 格技室にwi-fi追加工事を行う。

## 生徒数
- 2018年4月現在の全校生徒数は340名である[6]。

| 学年 | 学級数 | 男  | 女  | 計  |
| ---- | ------ | --- | --- | --- |
| 1    | 3      | 51  | 38  | 89  |
| 2    | 4      | 77  | 48  | 125 |
| 3    | 4      | 65  | 61  | 126 |
| 計   | 11     | 193 | 147 | 340 |

## 部活動
運動部が8つ、文化部が3つの合計11の部活動がある。
- 運動部[7]
  - サッカー部
  - 野球部
  - 男子バスケットボール部
  - 女子バスケットボール部
  - バドミントン部
  - バレーボール部
  - 水泳部
  - 陸上部
- 文化部[8]
  - 吹奏楽部
  - 美術部
  - 科学部

## 著名な出身者
- 栗田マークアジェイ（プロサッカー選手）[9]
- 石田ひかり
- 中井美穂